# Assertività
L'assertività (dal latino "asserere" che significa "asserire"), o asserzione (o anche affermazione di sé), è una caratteristica del comportamento umano che consiste nella capacità di esprimere in modo chiaro ed efficace le proprie emozioni e opinioni senza tuttavia offendere né aggredire l'interlocutore.
Secondo gli psicologi statunitensi Alberti ed Emmons, che con Manuel J. Smith hanno reso popolare il concetto negli anni settanta, si definisce come «un comportamento che permette a una persona di agire nel proprio pieno interesse, di difendere il proprio punto di vista senza ansia esagerata, di esprimere con sincerità e disinvoltura i propri sentimenti e di difendere i propri diritti senza ignorare quelli altrui».
Il concetto di assertività è usato nell'ambito dell'approccio psicologico legato al comportamentismo e alla sfera dell'autostima. Esso si può anche delineare come un equilibrio tra due polarità: da una parte il comportamento passivo, dall'altra il comportamento aggressivo.
Il dizionario medico di Dorland definisce l'assertività come:
"una forma di comportamento caratterizzata da una dichiarazione fiduciosa o dall'affermazione di una dichiarazione senza bisogno di prove; questo afferma i diritti o il punto di vista della persona senza minacciare in modo aggressivo i diritti di un altro (assumendo una posizione di dominio) o permettere sottomessa a un altro di ignorare o negare i propri diritti o il proprio punto di vista."

## Formazione
Joseph Wolpe ha inizialmente esplorato l'uso dell'assertività come mezzo di "inibizione reciproca" dell'ansia, nel suo libro del 1958 sul trattamento della nevrosi; e da allora è stato comunemente impiegato come intervento nella terapia comportamentale. La convinzione di Wolpe era che una persona non potesse essere sia assertiva che ansiosa allo stesso tempo, e quindi essere assertiva avrebbe inibito l'ansia. Gli obiettivi della formazione sull'assertività includono:
- una maggiore consapevolezza dei diritti della persona
- differenziazione tra non-assertività e assertività
- differenziazione tra aggressività passiva e aggressività
- acquisire capacità di assertività sia verbali che non verbali.

In quanto stile e strategia di comunicazione, l'assertività si distingue quindi sia dall'aggressività sia dalla passività. Il modo in cui le persone affrontano i confini personali, inclusi i propri e quelli di altre persone, aiuta a distinguere tra questi tre concetti. È improbabile che i comunicatori passivi cerchino di influenzare qualcun altro perché temono il conflitto sociale. A causa di questa paura, i comunicatori passivi non difendono i propri confini o le proprie idee personali, e quindi consentono alle persone aggressive di abusarne o manipolarle. Inoltre, spesso trattengono sentimenti negativi come la rabbia perché consentono che questo dominio avvenga. Le persone aggressive non rispettano i confini personali degli altri e quindi sono soggetti a danneggiare gli altri influenzandoli attraverso attacchi personali che spesso assumono la forma di imbarazzo. Una persona comunica in modo assertivo affermando chiaramente i propri pensieri e/o sentimenti in modo non aggressivo, spesso nel tentativo di influenzare gli altri; farlo in un modo che rispetti i confini personali dell'altra persona o delle persone coinvolte ed eviti il confronto negativo. Le persone assertive sono anche disposte a difendersi dalle persone aggressive.

## Comunicazione
La comunicazione assertiva implica il rispetto dei confini propri e degli altri. Presuppone anche un interesse per il soddisfacimento dei bisogni e dei desideri attraverso la cooperazione.
Secondo il libro di testo Cognitive Behavior Therapy (2008), "la comunicazione assertiva di opinioni, bisogni e confini personali è stata concettualizzata come la via di mezzo comportamentale, compresa tra risposte passive e aggressive inefficaci". Tale comunicazione "enfatizza l'espressione schietta dei sentimenti, ma in un modo che non precipiti nell'aggressività".
Se le azioni degli altri minacciano i propri confini, lo si comunica per evitare l'escalation.
Al contrario, la "comunicazione aggressiva" giudica, minaccia, mente, rompe le confidenze, fa ostruzionismo e viola i confini degli altri.
All'estremo opposto della dialettica c'è la "comunicazione passiva". Le vittime possono permettere passivamente ad altri di violare i loro confini. In un secondo momento, possono tornare e attaccare con un senso di impunità o giusta indignazione.
La comunicazione assertiva tenta di trascendere questi estremi facendo appello all'interesse condiviso di tutte le parti; "si concentra sulla questione, non sulla persona". La comunicazione aggressiva e/o passiva, d'altra parte, può segnare la fine di una relazione, e ridurre il rispetto di sé.

## Caratteristiche
Le persone assertive tendono ad avere le seguenti caratteristiche:
- Si sentono liberi di esprimere i propri sentimenti, pensieri e desideri;
- Sono anche "in grado di avviare e mantenere rapporti confortevoli con altre persone[14]";
- Conoscono i loro diritti;
- Hanno il controllo sulla loro rabbia. Ciò non significa che reprimono tale sentimento. Significa che controllano la rabbia e ne parlano in modo ragionato;
- "Le persone assertive sono disposte a scendere a compromessi con gli altri, piuttosto che voler sempre a modo loro... e tendono ad avere una buona autostima"[15].

## Tecniche
Le tecniche di assertività possono variare ampiamente. Manuel Smith, nel suo libro del 1975 When I Say No, I Feel Guilty, offriva alcuni dei seguenti comportamenti:

### Disco rotto
"La tecnica del "disco rotto" consiste semplicemente nel ripetere le vostre richieste o i vostri rifiuti ogni volta che incontrate resistenza. Il termine deriva dai dischi in vinile, la cui superficie, se graffiata, porterebbe l'ago di un giradischi a ripetere indefinitamente gli stessi pochi secondi della registrazione. 'Come con un disco rotto, la chiave di questo approccio è la ripetizione... dove il tuo partner non accetterà un no come risposta'."
Uno svantaggio di questa tecnica è che quando la resistenza continua, le tue richieste potrebbero perdere potere ogni volta che devi ripeterle. Se le richieste vengono ripetute troppo spesso, può ritorcersi contro l'autorità delle tue parole. In questi casi, è necessario disporre di alcune sanzioni a portata di mano.

### Appannamento
L'appannamento consiste nel trovare qualche verità limitata con cui concordare in ciò che sta dicendo un antagonista. Più specificamente, si può concordare in parte o concordare in linea di principio.

### Inchiesta negativa
L'inchiesta negativa consiste nel richiedere ulteriori critiche più specifiche.

### Asserzione negativa
L'asserzione negativa è d'accordo con la critica senza rinunciare alla domanda.

### Dichiarazioni in prima persona
Le dichiarazioni in prima persona possono essere utilizzate per esprimere i propri sentimenti e desideri da una posizione personale senza esprimere un giudizio sull'altra persona o incolpare i propri sentimenti su di essa.

## Applicazioni
Diversi studi di ricerca hanno identificato la formazione sull'assertività come uno strumento utile nella prevenzione dei disturbi da uso di alcol. Le abilità psicologiche in generale, comprese l'assertività e le abilità sociali, sono state poste come intervento per una varietà di disturbi con un certo supporto empirico.
In connessione con la teoria del genere, "Tannen sostiene che uomini e donne trarrebbero entrambi vantaggio dall'imparare a usare lo stile degli altri... Quindi, le donne trarrebbero beneficio dall'addestramento all'assertività proprio come gli uomini potrebbero trarre vantaggio dall'addestramento alla sensibilità".
Per quanto riguarda la rivitalizzazione della lingua e per evitare fenomeni di bilinguismo passivo, l'assertività è diventata una risorsa discorsiva chiave per i parlanti di lingue minoritarie. Un esempio di questo uso è Mantinc el català (una piattaforma cittadina linguistica, senza scopo di lucro, distribuita in varie parti dei Paesi catalani, dove il catalano è una lingua autoctona), che mira a sensibilizzare i parlanti catalani sull'importanza di non passare inconsciamente e a prima vista allo spagnolo nelle conversazioni con persone sconosciute.

## Sfide
L'assertività può essere praticata in modo sbilanciato, specialmente da coloro che sono nuovi al processo: [Un] problema con il concetto di assertività è che è sia complesso sia specifico della situazione. I comportamenti che sono assertivi in una circostanza potrebbero non esserlo in un altro". Più in particolare, mentre "la mancanza di assertività risolve una serie di problemi, l'eccessiva assertività ne crea un'altra". I manuali sull'assertività riconoscono che "molte persone, quando provano un comportamento assertivo per la prima volta, scoprono di andare troppo oltre e diventare aggressivi".
Alla fine degli anni '70 e all'inizio degli anni '80, nel periodo di massimo splendore dell'addestramento all'assertività, alcune cosiddette tecniche di addestramento all'assertività furono distorte e "alle persone veniva detto di fare cose piuttosto odiose in nome dell'assertività. Come ripetere in modo assente una richiesta più e più volte finché non hai ottenuto ciò che vuoi". Separate dal rispetto per i diritti degli altri, le cosiddette tecniche di assertività potrebbero essere strumenti psicologici di cui si potrebbe facilmente abusare: il confine tra la richiesta ripetuta di sanzioni ("disco rotto") e il nagging coercitivo (un comportamento ripetitivo sotto forma di molestie al fine di sollecitare continuamente un individuo a completare richieste precedentemente discusse o ad agire su consiglio), il ricatto emotivo (una forma di manipolazione in cui una persona vicina a un'altra minaccia, in modo diretto o indiretto, di punirla se dovesse disattendere le sue aspettative) o il bullismo, potrebbe essere sottile, e la caricatura dell'addestramento all'assertività come "addestramento su come ottenere la propria strada  o come diventare aggressivo come la persona successiva" è stato perpetuato.